# 上海书店遗址
31°13′44″N 121°29′24″E / 31.228924°N 121.490094°E
上海书店遗址，位于上海市黄浦区人民路1025号（原民国路振业里11号），原是一幢坐东朝西砖木结构的街面住宅。因修建古城公园，旧址被拆，立碑纪念于现老西门环城绿地内。

## 历史
1923年，为了加强中国共产党宣传工作，继人民出版社之后，共产党开始筹备成立上海书店，作为中共公开的出版发行机构。考虑到上海书店处于政治复杂的上海，不宜由身份公开的党员负责，特地从浙江调徐白民来上海主持书店筹建及日常管理工作。徐白民根据瞿秋白的建议，租下华界与上海法租界交界处的民国路振业里11号面店房，将楼下布置为书店，楼上过街楼作为宿舍和中共活动的秘密场所。11月1日，徐白民在门口挂上招牌，上海书店开业。
书店创立后，中共在这里曾秘密发行中共中央机关刊物《向导》，出版了《共产党宣言》、《马克思主义浅说》（一峰、辟世合编）、《唯物史观》、《反帝国主义运动》、《平民千字课》（恽代英）、《社会科学概论》、《国外游记汇刊》、《新社会观》（瞿秋白）、《显微镜下的醒狮派》（萧楚女）、《革命歌声》（李求实）、《新梦》（蒋光赤）、《世界劳工运动史》（施存统）、《恋爱与道德》（沈泽民译）、《评中西文化观》（杨明斋）、《夜校教材》、《世界劳工运动史》等30多种书籍，还负责销售已被封闭的新青年社所有存书以及由瞿秋自主编的《社会科学讲义》等书刊。
1925年12月毛泽民到上海，任中共中央出版发行部经理，领导上海书店和印刷厂工作。书店经营范围也进一步扩大：1926年中共在长沙、广州、南昌、宁波等大中城市先后开设了发行机构，在香港、巴黎、柏林也设立了书报销售点，上海书店作为书籍来源的供应处。1926年2月3日，在孙传芳授意下，淞沪警察厅以“煽动工团，妨害治安性质”为由，派出探警查封上海书店。书店被查封后，中共中央在宝山路找到新店址，以宝山书店的名义继续发行。同年10月，北伐军攻占武汉，中共中央决定调徐白民去武汉筹建长江书店，上海的宝山书店停业。

## 纪念
中华人民共和国成立后，根据徐白民的回忆文章，并进行实地勘实，确认人民路1025号为上海书店旧址。1959年5月26日，上海书店旧址被公布为上海市文物保护单位。1989年5月22日，为纪念瞿秋白诞生90周年，在南市区人民政府支持下，上海文化生活技艺专修学校在旧址上办起的“文化生活书店”。1989年5月，被列为南市区革命文物保护单位。1990年代又改为杂品店。1992年6月1日，旧址重新公布为市级文物保护单位，仍受上海文化生活技艺专修学校（校长李中法）管理。2001年，因修建老城厢环城绿化动迁项目，旧址被拆，立碑于老西门环城绿地。